# John C. Pemberton
John Clifford Pemberton (Filadelfia, Pensilvania; 10 de agosto de 1814 - Penilyn, Pensilvania; 13 de julio de 1881) fue un oficial del ejército estadounidense y luego general del ejército confederado durante la Guerra de Secesión. Es conocido especialmente por su derrota en el sitio de Vicksburg durante esa guerra.

## Biografía
Pemberton nació en Filadelfia, Pensilvania. Sus padres fueron John Pemberton y Rebecca Clifford y tuvo 7 hermanos y hermanas. Él hizo su graduación en la Academia Militar de los Estados Unidos en West Point, Nueva York en 1837 como vigesimoséptimo de su promoción. Después sirvió en el cuerpo de artillería, y tomó parte en las Guerras Semínolas y luego en la Intervención estadounidense en México. Se volvió capitán en 1850.  

### Guerra de Secesión
Al comienzo de la guerra civil, John C. Pemberton renunció al servicio en el Ejército de los Estados Unidos y se unió a los Estados Confederados de América, aunque él había nacido en el Norte. Esto se explica por la influencia de su mujer Martha Thompson, que nació en Virginia y con la que tuvo tres hijos e hijas, y por los muchos años de servicio que prestó en los Estados del Sur. Por eso se sentía vinculado al Sur.
Al principio, Pemberton ostentó el rango de general de brigada en la Confederación y como tal tuvo la misión de fortalecer las defensas costeras. Luego Pemberton fue ascendido a teniente general el día 10 de octubre de 1862 y recibió el encargo de defender y mantener la ciudad de Vicksburg, Misisipi y el río Misisipi contra la Unión. El general Ulysses S. Grant se convirtió en su adversario. 
En las campañas de Vicksburg, Pemberton tenía inferioridad numérica. Sin embargo también lo era en sus habilidades como líder de sus tropas en comparación con las de su adversario. Grant lo sorprendió, cuando cruzó el río al sur de la ciudad, y derrotó a Pemberton y al general Joseph E. Johnston en un número de batallas en todo el estado de Misisipi. Para finalizar, Grant sitió a Pemberton con éxito desde el 25 de mayo en Vicksburg. Los intentos de romper el sitio desde entonces fracasaron a causa de la falta de coordinación entre el presidente de la Confederación, el Comandante en Jefe del Oeste y de Pemberton. Eso causó que Pemberton, después de defender la ciudad durante más de un mes, tuviese que dejar la lucha a causa del agotamiento de las provisiones en la ciudad y rendirse el 4 de julio de 1863 junto con su ejército frente al Ejército de Tennessee y entregar la ciudad de Vicksburg a Grant, su comandante en jefe. Con su caída, la Unión había conseguido uno de sus objetivos principales en la guerra civil. Pudieron así abrir el Mississippi al tráfico naval y también partir en dos a la Confederación, lo que la debilitó de forma decisiva.
Después de su rendición, Pemberton fue intercambiado como prisionero y regresó otra vez al servicio de nuevo. Sin embargo él se dio de baja como general de manera voluntaria por lo ocurrido y sirvió desde entonces como teniente coronel en la artillería confederada hasta el final de la guerra. Esto es un claro testimonio de su fidelidad a la causa del Sur.

### Posguerra y muerte
Cuando la guerra terminó, John C. Pemberton mantuvo una rivalidad con Johnston por la caída de Vicksburg. Vivió una vida tranquila en una granja en Virginia y luego, desde 1876, él regresó a su estado natal en Pennsylvania. Allí murió en Penylln y fue enterrado luego en el cementerio Laurel Hill en Filadelfia.